# Det norske Selskab

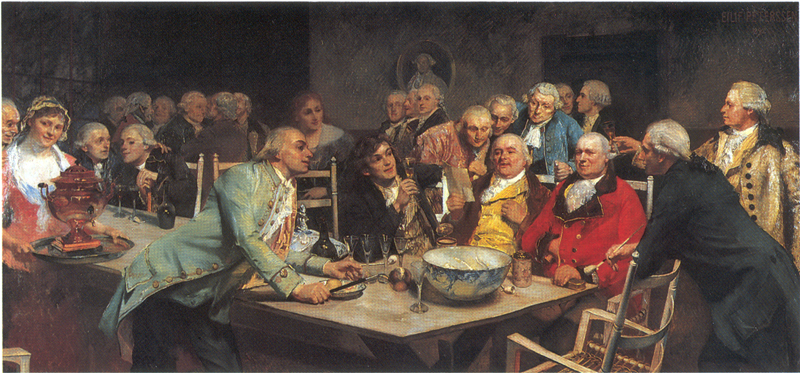
Eilif Peterssen: «En aften i Det norske Selskab», 1892

Det norske Selskab var ursprungligen en litterär sällskapsklubb för norska studenter i Köpenhamn, grundad 1772. 
Medlemmar var författare, poeter och filosofer i kretsen kring Johan Herman Wessel. Bland dem märks bröderna Claus och Peter Frimann, Thomas Stockfleth, Claus Fasting och Jens Zetlitz. Syftet var intellektuellt umgänge. Sällskapet möttes i Anne Cathrine Juels kaffehus.   
Norge hade vid denna tid inget eget universitet, utan norska studenter for till Köpenhamn. Sällskapet hade då ett hundratal medlemmar och dessa kom att få en central funktion i den norska patriotismen under 1700-talets slut. Efter att universitetet i Kristiania (Oslo) inrättats blev sällskapet 1813 upplöst. 
År 1818 startades ett nytt sällskap i Kristiania, som tog upp det tidigare namnet och såg sig som en fortsättning på det 1772 grundade sällskapet. Syftet är ungefär detsamma och som svensk systerorganisation räknar man Sällskapet Idun i Stockholm och Sällskapet Gnistan i Göteborg.[källa behövs]